# Parasemidalis similis
Parasemidalis similis är en insektsart som beskrevs av Ohm 1986. Parasemidalis similis ingår i släktet Parasemidalis och familjen vaxsländor. Inga underarter finns listade i Catalogue of Life.